# 謝御詔
謝御詔（？—？），河南固始縣人，清朝政治人物、同進士出身。
順治十八年（1661年）辛丑科進士。康熙九年，擔任山西介休縣知縣。